# Kurt Rudolf Fischer
Kurt Rudolf Fischer (26 de febrero de 1922 - 22 de marzo de 2014). Fue un filósofo judío-austríaco que emigró a Brno, Checoslovaquia en 1938 y a Shanghái en 1940. Nació en Viena.
Se convirtió en el campeón de boxeo chino y comenzó a estudiar filosofía en la Universidad de California, Berkeley después de la Segunda Guerra Mundial, donde se hizo amigo de Paul Feyerabend. De 1967 a 1980 fue profesor en la Universidad de Pensilvania en Millersville, Pensilvania, desde 1979 es profesor honorario de la Universidad de Viena.
Fischer fue galardonado con la Medalla de Oro por Servicios a la Ciudad de Viena en 2000 y en 2001 recibió la Cruz de Honor de Austria para la Ciencia y el Arte, primera clase. Murió en los Estados Unidos el 22 de marzo de 2014 a la edad de 92.

## Publicaciones
- Contemporary European Philosophers, Berkeley, 2. Aufl. 1968, 3. Aufl. 1972
- Philosophie aus Wien, Wien-Salzburg 1991
- Österreichische Philosophie von Brentano bis Wittgenstein. Ein Lesebuch. UTB 2086, Wien 1999